# Rosario Bus
Rosario Bus es una corporación empresaria argentina, especializada en transporte, fundada en 2001 en la ciudad de Rosario. Con aproximadamente 1200 coches, opera diferentes líneas de ómnibus bajo concesión o permiso municipal, concesión provincial (CP) y concesión nacional (CN) tanto en Área Metropolitana Rosario como en Área Metropolitana Buenos Aires. Cuenta con sistemas de seguimiento satelital en la totalidad de la flota.

## Historia

### Inicios
Bajo la razón social Transporte Automotor Martín Fierro SRL inicia sus actividades el 10 de noviembre de 1968 en la ciudad de Villa Gobernador Gálvez. Con unidades Bedford carrozadas por marcas locales y, luego, con unidades Mercedes-Benz, conectó el Frigorífico Swift con el centro y el cementerio de Villa Gobernador Gálvez durante varios años.
Hacia 1978, Martín Fierro ingresa a la ciudad de Rosario, haciéndose cargo de la empresa Progreso Automotor, línea 301. Más tarde, haría lo mismo adquiriendo la empresa Primera Junta, línea 52.
El 22 de junio de 1979, por ordenanza número 2370 el ejecutivo municipal dispone privatizar el servicio de trolebuses de Rosario. Luego de dos llamados a licitación desiertos, en el tercero las concesiones de las líneas K y M de trolebuses resultan adjudicadas a la ya por entonces Empresa Martín Fierro SRL.
En un primer momento, la empresa se abocó a recarrozar varios trolleys de la nueva adquisición. Durante el mes de marzo de 1980, la empresa rehabilitó la línea H, cuya actividad había cesado por decisión del municipio bajo gobierno militar. Dicha habilitación resulta efímera, debido a la oposición de las empresas de microómnibus que circulaban por sus corredores. Además, mediante el desguace de viejas unidades se fabricó una serie de pequeños trolebuses sobre chasis Mercedes-Benz 1114, los cuales se vieron circular hasta el último día de diciembre de 1992.
Tras haber importado 5 unidades ZIU desde la Unión Soviética, a partir del 10 de septiembre de 1980, la prestadora "fusiona" recorridos de las líneas H y M bajo el rótulo de línea M, resultando un recorrido troncal Norte-Sur, semejante al proyectado en 1954 durante la gestión de la Empresa de Transportes de Rosario.
En 1982 la empresa desarrolla un gran avance tecnológico para ese momento: el Electrobús, un vehículo autónomo alimentado por baterías. Los prototipos circularon en la línea M de manera experimental por un breve tiempo, para ser luego incautados por la Municipalidad de Rosario.
Hacia 1984, el deterioro de las unidades sumado a la imposibilidad de incorporar unidades nuevas culminó con una autorización municipal para reemplazar trolebuses por microómnibus diesel, suprimiendo definitivamente el trolley del corredor Norte-Sur (línea M). Años después, los efectos de la crisis energética contribuyeron a intercalar coches diesel con trolleys en la línea K, hasta que en 1991 el decreto municipal 1753 dictaba la caducidad de la concesión a la Empresa Martín Fierro SRL. A través de la razón social Martín Fierro SRL se continuó prestando el servicio mediante un permiso precario hasta el siguiente año.
Mientras acontecían dichos sucesos, durante 1989 comenzó a operar la empresa Martín Fierro SA, que recibió la concesión de la línea 103, la cual heredaba el recorrido de la línea M tras el reordenamiento de 1986.
Desde entonces, la empresa continuó con su expansión. Fue pionera en innovaciones tales como minibuses, coches a gas natural comprimido, tarjetas magnéticas, tarjetas inteligentes y aplicación de seguimiento vía sistema de posicionamiento global.

Esquema de un viejo boleto emitido en línea 103.

Durante la década de los años 1990 comenzó a operar las líneas que vinculaban Rosario con Villa Gobernador Gálvez (línea de concesión provincial 35), así como Rosario con Puerto General San Martín y sus intermedias (líneas de concesiones provinciales 9, 9A, 22, 22A, 104, 209), incorporando las empresas 9 de Julio SRL, América TA SRL y Continental TA SRL.
Lentamente, fue consolidando un grupo de empresas de transporte, conformado por las urbanas:
- Don Bosco SRL, línea 111.
- Empalme Graneros, línea 110.
- Empresa Zona Sud, líneas 144, 145 y 146.
- Martín Fierro SA y Martín Fierro SRL, líneas 101, 102, 103 y 153.
- Primera Junta SRL, línea 128.
- Transporte General Las Heras, línea 142.

y las interurbanas:
- Empresa 9 de Julio SRL, América TA SRL y Continental TA SRL, líneas de concesión provincial 9, 9A, 22, 22A, 104, 209.

### Consolidación
Tras la caída de la licitación del nuevo sistema de transporte integrado de Rosario, las empresas del por entonces denominado Grupo Martín Fierro, a saber, Martín Fierro SA (línea 103), UTE Martín Fierro (líneas 102, 144, 145, 146, 153), UTE Las Heras (líneas 101, 110, 128, 141) y Transporte General Las Heras (línea 142) se unen para fundar, el 1.º de junio de 2001[cita requerida], Rosario Bus SA.
Su primer adquisición inmediata fue en 2002, la línea 143 (ex Molino Blanco SRL) y en marzo de ese año, por la quiebra de Transporte General Belgrano SA, recibe las líneas 125 y 119, fusionando esta última con la 145, obtiene la 107 (ex Transportes Baigorria SRL) el 1 de febrero de 2005 y las líneas 129 y 130 (ex Las Delicias SRL) el 1 de agosto de 2006.
A partir de 2007 comienza la expansión de la empresa a nivel nacional, primero adquiriendo a la empresa Azul SATA (prestataria de la línea 41 de Buenos Aires) y luego el 12 de octubre de 2008 se hace cargo de la operación de la 203 tras la caída de su antigua operadora La Independencia SA (LISA). En 2013 se adjudica también la prestación de las líneas 315, 440 y 740 tras la compra de la empresa La Primera de Grand Bourg SATCI.
Abarca recorridos (total o parcialmente) de líneas desaparecidas, tales como 104, 105, 108, 109, 111, 117 (línea 4 Roja) y 118 (línea 4 Negra), 119, 155, 160 y 163.

Plano de recorrido de línea 103, principal troncal sur-norte operado por la empresa.

### Actualidad
El grupo empresario conecta mediante sus líneas y a través de la gestión de diversas razones sociales grandes aglomerados urbanos y sus respectivas áreas, repartidas de la siguiente forma:
- Rosario y alrededores mediante las líneas: 101, 102N, 103, 107, 110, 122, 125, 126, 128, 130, 133, 136, 137, 138, 139, 140, 142, 143, 144, 145 y 146 operadas por Rosario Bus SA

- Gran Rosario, Villa Constitución y alrededores mediante las líneas: 35/9, M, General Motors, Expreso, operadas por 9 de Julio SRL, América TA SRL y Continental TA SRL

- Rosario, Villa Constitución y sus alrededores con San Nicolás de los Arroyos, mediante las líneas: 915 y A, operadas por Azul SATA

- Sur de la Provincia de Santa Fe mediante las líneas provinciales: 149, 196, 218, 233, 234, 267, operadas por UTE 33/9 America TA SRL - Azul SATA

- Santa Fe y Gran Santa Fe, mediante la línea: C, operada por Continental TPA SA

- Buenos Aires y Gran Buenos Aires, mediante las líneas: 41, 203, 315, 440 y 740, operadas por Azul SATA y La Primera de Grand Bourg SATCI[21]

## TarjeTita

Esquema gráfico de una Tarjetita.

Desde el 24 de abril de 2008 en las líneas interurbanas se encontraba disponible el sistema de pago con tarjeta sin contacto, denominada TarjeTita "Acercame, te llevo", similar al anterior sistema de tarjetas recargables BonoBus. La misma se podía adquirir o recargar en diferentes puntos de venta, así como también recargar a bordo de las unidades de líneas interurbanas.
En noviembre de 2011, TarjeTita dejó de utilizarse en las líneas de Capital Federal, provincias de Buenos Aires, y de Santa Fe, con motivo de la implementación del SUBE. La misma transición comenzó en julio de 2016 para las restantes líneas de la compañía.

## Siniestros relevantes
- Junio de 2007: choque de un tren deja un muerto.[25]
- Octubre de 2007: choque contra ciclista ocasiona un muerto y un herido.[26][27][28]
- Abril de 2008: choque contra motociclista ocasiona su muerte.[29]
- Mayo de 2009: choque contra camión deja más de 30 pasajeros heridos.[30]
- Octubre de 2010: choque de un camión resulta en más de 30 heridos.[31]
- Enero de 2011: un choque múltiple ocasiona dos heridos graves.[32]
- Febrero de 2011: Se encuentra muy grave el hombre arrollado por un colectivo tras discutir con el chofer.[33]
- Marzo de 2013: Se incendió un colectivo de la línea 107 en zona sur y el calor afectó a casas del barrio.[34]
- Abril de 2013: Incendio destruyó colectivo que transitaba por la ruta 9.[35]
- Diciembre de 2017: dieciocho pasajeros heridos tras choque entre dos colectivos.[36][37]
- Enero 2018: Impactante choque entre un colectivo y una camioneta.[38]
- Enero 2018: Impresionante choque con heridos cerca del Metrobus Norte.[39]
- Marzo 2018: Video: colectivo perdió el control, cruzó de carril y casi provoca una tragedia[40]
- Marzo 2018: Choque de colectivos y ocho heridos esta tarde en pleno centro[41][42]

## Líneas de la ciudad de Rosario

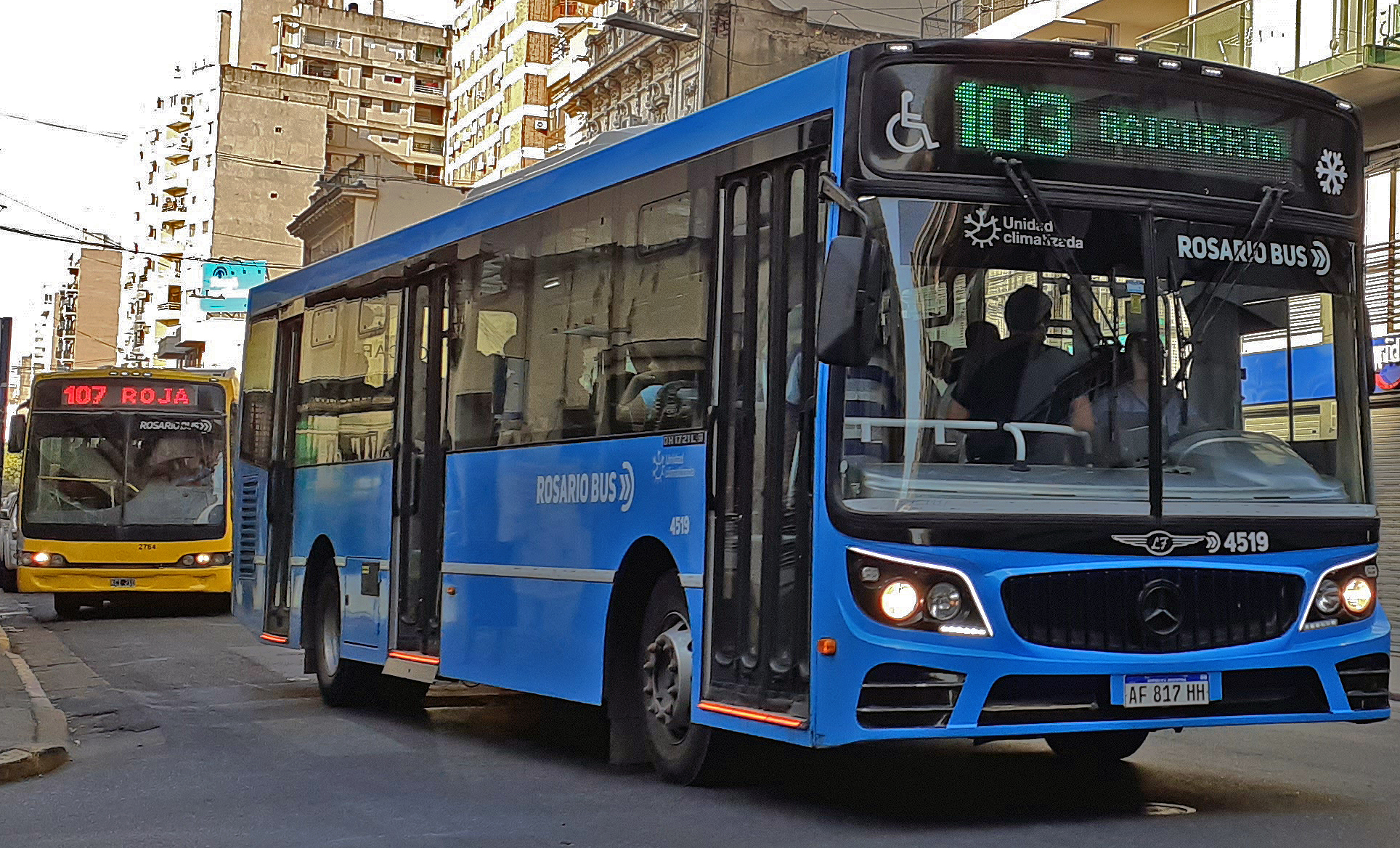
Dos unidades en servicio de diferentes generaciones

#### Urbano Rosario
- Línea 101
- Línea 102 Negra 144 Negra
- Línea 103 Negra
- Línea 103 Roja
- Línea 107 Negra
- Línea 107 Roja
- Línea 110
- Línea 122 Roja
- Línea 122 Verde
- Línea 126 Negra
- Línea 126 Roja
- Línea 128 Negra
- Línea 128 Roja
- Línea 130
- Línea 133 Negra 125
- Línea 133 Verde 125
- Línea 138/139
- Línea 140
- Línea 142 Negra
- Línea 142 Roja
- Línea 143 Negra 136 137
- Línea 143 Roja 136 137
- Línea 145 Soldini 133
- Línea 145 Cabín 9 133
- Línea 146 Negra
- Línea 146 Roja

#### Urbano Villa Constitución
- Línea M (Urbana de Villa Constitución)

#### Gran Rosario
- Línea GM
- Línea M
- Línea Expreso
- Línea 35/9

#### Media Distancia 33/9
- Rosario - Rufino
- Rosario - Frontera
- Rosario - Roldán
- Rosario - Carcarañá
- Rosario - Las Rosas

#### Interprovincial
- Rosario - Arias (Córdoba)
- Rosario - Justiniano Posse (Córdoba)
- Rosario - Corral de Bustos (Córdoba)
- Rosario - Cruz Alta (Córdoba)
- Rosario - San Nicolás (Buenos Aires)
- Villa Constitución - San Nicolás (Buenos Aires)

## Líneas de CABA y GBA
- Línea 41 (Boedo - Villa Adelina)

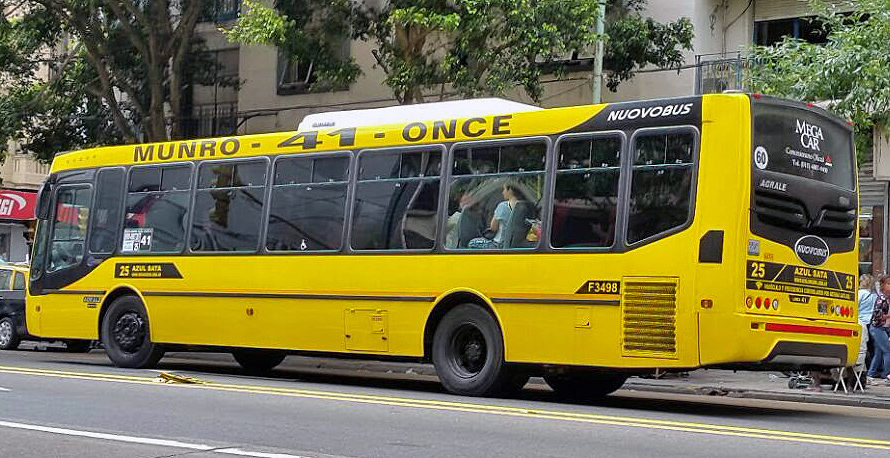
Unidad al servicio de Línea 41 de CABA

- Línea 203 (Pte. Saavedra - Moreno - Luján - Pilar)
- Línea 315 (Panamericana y Ruta 197 - José C. Paz - San Miguel - Panamericana y Ruta 202)
- Línea 440 (San Miguel - Los Polvorines - Grand Bourg - José C. Paz)
- Línea 740 (San Miguel - Bella Vista)

## Línea de la ciudad de Santa Fe

#### Línea C verde
- Sauce Viejo - Santo Tome - Santa Fe - Colastine - Arroyo Leyes - Zapallos

#### Línea C azul
- Santo Tomé(cementerio x B° Tanque) - Santa Fe
- Santo Tomé(cementerio) - Santa Fe

#### Línea C negra
- Santo Tomé (B° 4 bocas) - Santa Fe
- Santo Tome (B° FONAVI ) - Santa Fe

#### Línea C roja (Santo Tomé)
- B° 4 bocas - Samco

## Seguridad vial
En materia de seguridad vial, Rosario Bus apadrina el Portal de Educación Vial "Escuela Segura" del Instituto de Seguridad y Educación Vial -ISEV-.
Sus choferes son invitados a participar de jornadas de capacitación en seguridad vial de manera discontinua.